# Vương quốc Asturias
Vương quốc Asturias (tiếng La Tinh: Asturum Regnum; tiếng Asturias: Reinu d'Asturies) là một vương quốc trên bán đảo Iberia được thành lập bởi Pelagius thuộc giới quý tộc Visigothic. Đây là thực thể chính trị Kitô giáo đầu tiên được thành lập sau Cuộc chinh phục Tây Ban Nha của người Hồi giáo vào năm 718. Năm đó, Pelagius đánh bại quân đội Umayyad trong Trận Covadonga, nơi thường được coi là sự khởi đầu của Reconquista.
Các vị vua Asturias thỉnh thoảng làm hòa với người Hồi giáo, đặc biệt vào những thời điểm họ cần truy đuổi những kẻ thù khác của mình, người Basque và quân nổi dậy ở Galicia. Vì vậy, Vua Fruela I (757–768) đã chiến đấu với người Hồi giáo nhưng cũng đánh bại người Basques và người Galicia, và Vua Silo (774–783) đã lập hòa ước với người Hồi giáo nhưng không phải với người Galicia. Dưới thời Vua Alfonso II (791–842), vương quốc được thành lập vững chắc với sự công nhận của Alfonso là vua của Asturias bởi Charlemagne và Giáo hoàng. Ông đã chinh phục Vương quốc Galicia và xứ Basques. Trong triều đại của ông, xương thánh của Thánh Giacôbê, con của Zêbêđê được tuyên bố là tìm thấy ở Galicia, Compostela (từ tiếng La Tinh campus stellae, nghĩa đen là "cánh đồng của ngôi sao"). Những người hành hương từ khắp châu Âu đã mở ra một con đường liên lạc giữa vùng đất Asturias biệt lập và vùng đất Carolingia và xa hơn nữa. Chính sách của Alfonso bao gồm việc giảm dân số ở biên giới Bardulia (sau này trở thành Castile) để giành được sự ủng hộ của người dân ở phía Bắc dãy núi. Cùng với sự tăng trưởng này là sự gia tăng tương ứng về lực lượng quân sự. Vương quốc giờ đã đủ mạnh để chinh phạt các thành phố của người Moor như Lisbon, Zamora và Coimbra. Tuy nhiên, trong nhiều thế kỷ sau, trọng tâm của những hành động này không phải là chinh phục mà là cướp bóc và cống nạp Vào mùa hè năm 792, 793 và 794, một số cuộc tấn công của người Hồi giáo đã cướp bóc Álava và trung tâm của vương quốc Asturias, tiến tới thủ đô Oviedo. Trong một lần rút lui, Alfonso đã gây ra thất bại nặng nề cho quân Hồi giáo ở khu vực đầm lầy Lutos.
Khi Vua Alfonso II qua đời, Vua Ramiro I (842–50) tổ chức một cuộc đảo chính chống lại Bá tước Cung điện Nepotian, người đã lên ngôi. Sau một trận chiến trên cây cầu bắt qua sông Narcea, Nepotian bị bắt, bị mù và sau đó bị buộc phải đi tu. Đầu triều đại của mình, vào năm 844, Ramiro đã phải đối mặt với một cuộc tấn công của người Viking tại một địa điểm tên là Farum Brecantium, được cho là A Coruña ngày nay. Ông tập hợp một đội quân ở Galicia và Asturias đã đánh bại người Viking, giết chết nhiều người trong số họ và đốt cháy tàu của họ. Năm 859, hạm đội Viking thứ hai lên đường tới Tây Ban Nha. Người Viking bị Bá tước Pedro tàn sát ngoài khơi bờ biển Galicia. Việc mở rộng lãnh thổ đáng kể của vương quốc Asturias dưới thời Vua Alfonso III (866–910) phần lớn được thực hiện nhờ sự sụp đổ quyền kiểm soát của Umayyad đối với nhiều vùng của Al-Andalus vào thời điểm này. Giữa năm 773 biên giới phía Tây của vương quốc ở Galicia đã được mở rộng sang phần phía Bắc của Bồ Đào Nha ngày nay đẩy biên giới gần đến thung lũng Douro, và từ năm 868 đến 881, nó mở rộng xa hơn về phía Nam đến tận Sông Mondego. Năm 878 chứng kiến một cuộc tấn công của người Hồi giáo vào các thị trấn Astorga và León. Quân viễn chinh bao gồm hai phân đội, một trong số đó đã bị đánh bại dứt khoát tại Trận Polvoraria trên sông Órbigo, với tổn thất được cho là 13.000 người. Năm 881, Alfonso mở cuộc tấn công, dẫn quân tiến sâu vào Lower March, vượt sông Tagus để tiếp cận Mérida. Sau đó, cách thành phố nhiều dặm, quân đội Asturias đã vượt sông Guadiana và đánh bại quân đội Umayyad trên "Monte Oxifer", được cho là khiến 15.000 binh sĩ Hồi giáo thiệt mạng. Trở về nhà, Alfonso cống hiến hết mình cho việc xây dựng các nhà thờ ở Oviedo và xây thêm một hoặc hai cung điện cho riêng mình.
Vương quốc Asturias chuyển đổi thành Vương quốc León vào năm 924, khi Vua Fruela II của Asturias trở thành vua cùng với triều đình của ông ở León.